# Preço de Paridade de Importação
O Preço de Paridade de Importação, também conhecido como Preço de Paridade Internacional, ou apenas pela sigla PPI, é uma política de preços que foi implementada pela Petrobras em 2016, na gestão do governo Michel Temer. A politica estabelece que o preço dos derivados de petróleo no país tem como base a paridade com o mercado internacional – que inclui os custos de aquisição dos produtos, fretes de navios, transporte interno e taxas portuárias – acrescido de uma margem para remunerar riscos inerentes à operação, como, por exemplo, volatilidade da taxa de câmbio e dos preços sobre estadias em portos e lucro, além de tributos.
Ao passo que a política de preços foi apontada como a responsável pela reestruturação das finanças da companhia, que obteve seguidos lucros recordes após um período de prejuízos bilionários, também foi alvo de contestação por diversos segmentos da sociedade devido a fortes altas que provocou nos preços dos combustíveis.

## Contexto
Em 2014, no âmbito da Operação Lava jato, que investigava escândalos de corrupção na empresa, a Petrobras teve perdas bilionárias decorrentes de esquemas de desvios de dinheiro e superfaturamento de obras ao longo de anos. No balanço auditado de 2014, a empresa havia estimado um prejuízo de 6,2 bilhões de reais proveniente de operações fraudulentas envolvendo ex-diretores e empreiteiras investigadas pela Polícia Federal. Somou-se a isso a gestão da empresa durante o primeiro mandato do governo de Dilma Rousseff, onde a União, na condição de acionista majoritário, optou por represar o preço dos combustíveis como forma de conter o aumento da inflação, o que comprometeu o caixa da estatal.
De 2011 a 2013, com o preço internacional do barril em alta, os lucros da exploração ainda eram suficientes para compensar as perdas pelo represamento de derivados importados e manter a empresa lucrativa. Em 2014, apresentou um saldo negativo de 21,5 bilhões de reais, ocasionado, principalmente, pela perda por impairment, sendo o primeiro déficit registrado desde 1991.  O prejuízo foi maior no ano seguinte, quando atingiu um déficit de 34,8 bilhões, com o valor de mercado da empresa caindo mais de 30%. A desvalorização cambial fez o endividamento bruto da Petrobras, que tem grande parte de seu passivo em dólares, passar a marca de 500 bilhões de reais.
Esse conjunto de fatores motivou, em 2016, o sancionamento da Lei 13.303/2016 por Michel Temer. A lei, conhecida como Lei de Responsabilidade das Estatais, instituiu normas para as empresas públicas visando impedir a interferência política nas suas decisões, estabelecendo critérios técnicos para a indicação de diretores e conselheiros, além de contemplar mecanismos para proteger o interesse dos acionistas minoritários.
Em outubro de 2016, na gestão de Pedro Parente frente a companhia, entrou em vigor a política do PPI, que alterou a forma de calcular o combustível que sai das refinarias. O cálculo passou a ser feito com base no preço de aquisição do produto no mercado internacional (geralmente Houston, EUA) acrescido dos custos logísticos até o polo de entrega do produto, o que inclui o frete marítimo, tarifas portuárias e transporte rodoviário, além margens inerentes aos riscos da operação.
Nas gestões anteriores ao governo Temer, a definição do preço levava em conta a variação do preço do petróleo no mercado internacional e os custos de produção no mercado nacional. Assim, a estatal buscava atenuar os impactos das oscilações dos preços no mercado internacional para o consumidor doméstico. Em alguns momentos essa política reduzia o lucro potencial da Petrobras e até acarretava em prejuízos para a empresa, que vendia os combustíveis no mercado interno por um valor abaixo do preço de importação.
Durante as gestões de FHC e Lula, a política de preços não era bem determinada. Os preços domésticos se aproximavam dos preços internacionais, porém com algum espaçamento. O governo aguardava uma tendência dos preços internacionais por um período para decidir como ajustar o valor. A rentabilidade perdida em momentos onde a alta no mercado internacional não era completamente internalizada era compensada por contenções no momento de baixar os preços domésticos. Na gestão Dilma, entretanto, predominou a prática do represamento, que, segundo um estudo da UFRJ, resultou numa perda de 98 bilhões de reais entre 2011 e 2014.

## Consequências

### Recuperação financeira da Petrobras
A política de preços foi tida como um dos pilares da reestruturação financeira da Petrobras, impulsionando os dividendos pagos aos acionistas. Para a União, maior acionista da empresa, os dividendos são destinados a amortização da dívida pública, nos termos da Lei 9.530/1997. Nos anos seguintes a execução da política, os prejuízos acumulados pela estatal foram revertidos e a companhia obteve lucros recordes.
Em 2017, a Moody's e Standard&Poor's elevaram a nota da Petrobras, destacando a queda no seu endividamento. Em maio de 2018, voltou a ser a maior empresa brasileira de capital aberto em valor de mercado. Em 2021, registrou um lucro líquido de 106 bilhões de reais, o maior de sua história. No primeiro trimestre do ano seguinte, lucrou 8,6 bilhões de dólares, sendo a segunda empresa petrolífera com maior lucro líquido do mundo. Durante todo o ano de 2022, o lucro líquido registrado foi de 188 bilhões, estabelecendo um novo recorde para a empresa.

### Escalada dos preços dos combustíveis

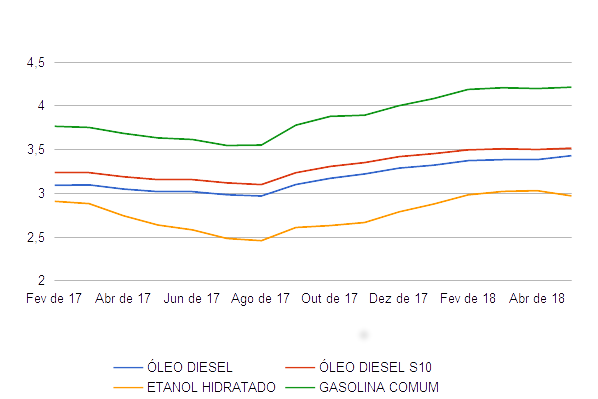
Evolução do preços dos combustíveis entre fevereiro de 2017 e abril de 2018, segundo a ANP

Em outubro de 2021, quando completou cinco anos da implementação do PPI, os combustíveis no Brasil acumularam alta real (acima da inflação) de mais de 30%. Nesse período, o gás de cozinha subiu 47%, o litro da gasolina 39% e do diesel 32%.

#### Aumento nos casos de acidente doméstico por queimadura
Com a alta no preço do botijão, muitos brasileiros de baixa renda passaram a usar álcool líquido, cuja venda havia sido liberada pela Anvisa em decorrência da pandemia de Covid-19, como alternativa ao gás de cozinha, o que provocou um aumento no número de acidentes domésticos. Um levantamento da Sociedade Brasileira de Queimaduras (SBQ), entre março e novembro de 2020, registrou 700 internações em decorrência de queimaduras causadas em incêndios por álcool, indicando em alguns estados um aumento de 40% em relação a quantidade habitual de ocorrências.

#### Mudanças na política de reajuste
Em julho de 2017, houve uma mudança na política de reajustes nas refinarias. Os reajustes passaram a ocorrer com uma frequência muito maior, por vezes até diariamente, porém, dentro de um limite de -7% a +7%, necessitando de uma autorização do Gemp (Grupo Executivo de Mercado e Preços) para ultrapassar essa margem. Segundo a diretoria da estatal, a "maior aderência dos preços do mercado doméstico ao mercado internacional no curto prazo" daria condições para a companhia competir "de maneira mais ágil e eficiente" e recuperar parte do mercado que vinha perdendo para os derivados importados.
Em setembro de 2018, a empresa foi pressionada a mudar a política novamente. Em 14 meses, o preço da gasolina já tinha sido reajustado 245 vezes. Com a nova política, os preços continuaram atrelados ao mercado internacional, mas passaram e ser atualizados com uma frequência menor, com intervalos de até 15 dias. O objetivo era amenizar a volatilidade para os consumidores. Em janeiro do mesmo ano, a empresa já havia feito alterações semelhantes para o botijão de gás, quando os reajustes passaram a ser trimestrais em vez de mensais.

#### Greve dos caminhoneiros

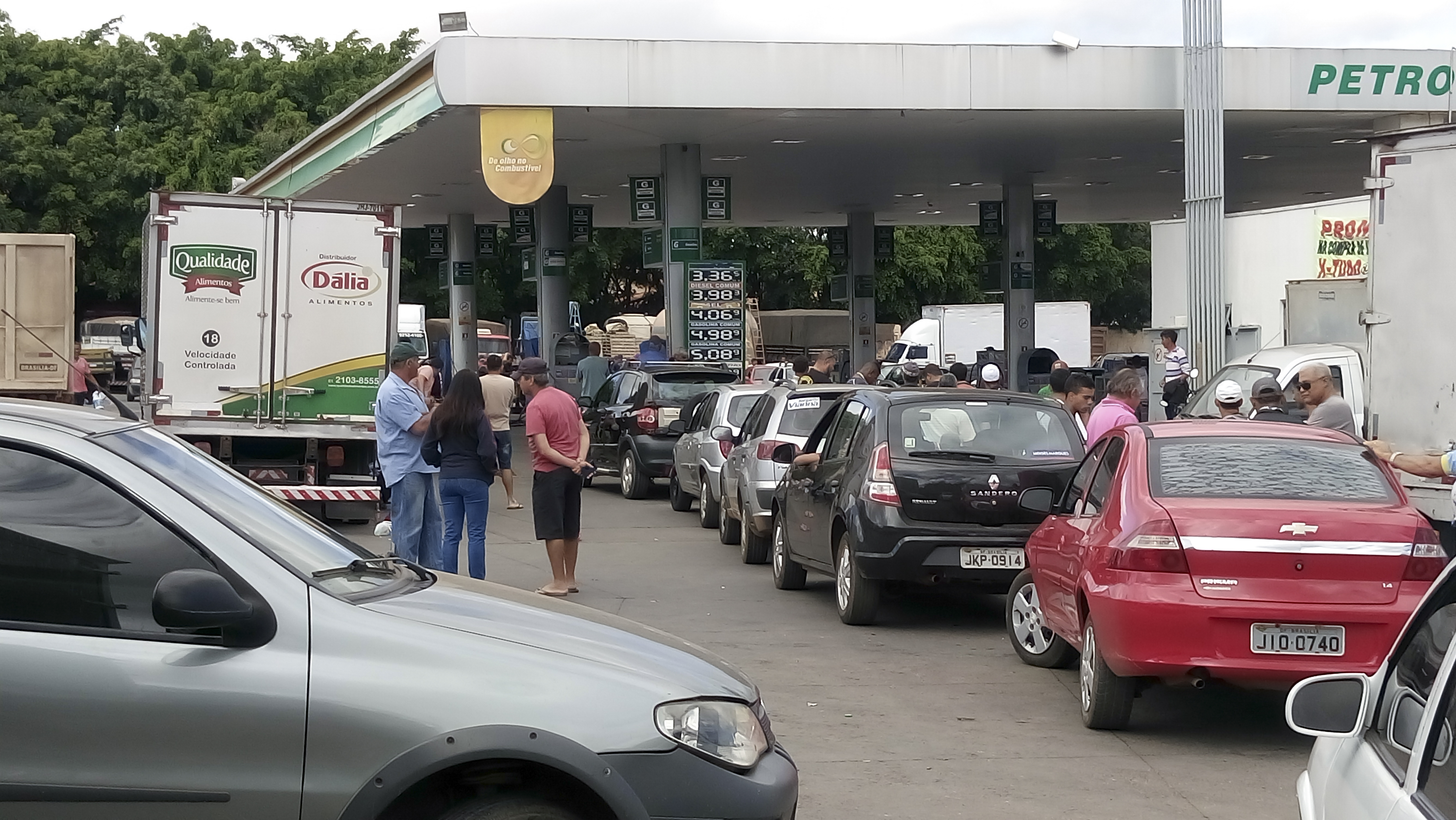
Motoristas formam filas para abastecer em consequência da greve dos caminhoneiros.

Em 2018, intensificaram-se as tensões geopolíticas entre Israel, Palestina e Síria no Oriente Médio. Como resultado, a oferta mundial do petróleo despencou e o preço do barril encareceu. Acrescentou-se a isso o aumento dos juros do FED, que promoveu fuga de capitais das economias emergentes e provocou a desvalorização de suas respectivas moedas. Esses fatores conjunturais levaram a um aumento desenfreado no preço dos combustíveis no Brasil. A insatisfação gerada pelos reajustes diários desencadeou uma onda de protestos na classe dos caminhoneiros, culminando, em maio de 2018, em uma greve. Devido a grande dependência do transporte rodoviário de carga no Brasil, a greve provocou forte crise de desabastecimento em diversas classes de produtos, incluindo produtos perecíveis e insumos. Alguns estados chegaram a ter mais de 90% dos postos de combustíveis sem abastecimento, fazendo o preço do litro gasolina disparar. Na ocasião, o governo respondeu congelando por 60 dias a redução do preço do diesel na bomba. A greve dos caminhoneiros durou dez dias e teve um impacto de 1,2 ponto porcentual do PIB, segundo estimativas do Ministério da Fazenda.

#### Sucessivas trocas no comando da empresa
As trocas na presidência no Conselho de Administração da Petrobras devido a pressões políticas causadas pelos aumentos dos preços ocorrem desde a gestão do presidente Michel Temer. Em junho de 2018, Pedro Parente pediu demissão em meio aos desgastes sofridos durante a greve dos petroleiros em razão da escalada dos preços dos combustíveis. A gasolina e o diesel haviam aumentado mais de 50% nos últimos 12 meses. Ivan Monteiro assumiu o seu lugar, sinalizando que manteria a política em curso.
Indicado pelo ministro da economia Paulo Guedes, Roberto Castello Branco foi o primeiro a assumir o cargo no governo Bolsonaro. No fim de 2020, quando a recuperação das cotações internacionais do petróleo fez os preços dos combustíveis dispararem no país, passou a ter desentendimentos com Bolsonaro, que o demitiu em fevereiro de 2021. Foi substituído pelo general Joaquim Silva e Luna, que assumiu em abril de 2021. Permaneceu no cargo até abril de 2022, quando entrou em conflito com Bolsonaro após um reajuste de 18% na gasolina, em função da disparada das cotações internacionais com o advento da invasão russa na Ucrânia. Seu sucessor, José Mauro Coelho, durou pouco mais de dois meses no cargo, tendo renunciado após a estatal anunciar um reajuste de 5,18% para a gasolina e 14,26% para o diesel, em junho de 2022, o que provocou pressões do presidente da República. Paes de Andrade foi o 4º presidente da estatal eleito em três anos.
Uma das razões apontadas para as várias substituições no comando da empresa foi a dificuldade em nomear um presidente que intervisse na formação dos preços. A Lei das Estatais sancionada por Temer dispõe de regras rígidas para indicações e prevê que o acionista controlador possa ser responsabilizado em caso de abuso de poder. Além disso, a Lei das S/A também prevê a responsabilização para medidas que não tenham por objetivo o interesse econômico da empresa. Isso levou o líder do governo, Ricardo Barros, a preparar uma medida provisória para flexibilizar a Lei das Estatais. A proposta foi barrada no Planalto devido ao impasse entre alas do governo, que respondeu a escalada dos preços com a PEC dos Combustíveis, que abriu uma exceção para o teto de gastos para compensar os estados que zerassem o ICMS sobre o óleo diesel e o gás de cozinha.

## Manifestações
O PPI divide opiniões entre associações, sindicatos, políticos e especialistas. Contrários a política de paridade internacional alegam que ela impulsiona o lucro dos acionistas às custas dos altos preços pagos pelo consumidor, deixando a função social da empresa em segundo plano. Por outro lado, seus defensores afirmam que ela atrai investimentos, garante o abastecimento e estimula a concorrência.

### Contrárias
Com a forte alta no preço dos combustíveis, a pauta entrou no centro das discussões no contexto da eleição presidencial de 2022 e alguns candidatos se opuseram ao PPI.  
Jair Bolsonaro afirmou em março de 2022 que "a paridade do preço internacional é errada". Em junho criticou publicamente os lucros da empresa após o anúncio de um novo reajuste durante um evento evangélico em Manaus: "Conversei ontem com o líder do governo e com o presidente da Câmara para gente abrir uma CPI 2ª feira. Vamos para dentro da Petrobras. É inadmissível com uma crise mundial a Petrobras se gabar dos lucros que tem. Só no 1º trimestre foram R$ 44 bilhões de lucro." Em outra ocasião, criticou os acionistas minoritários da estatal: "Grande parte dos minoritários [são] empresas de fundo de pensão dos Estados Unidos que ganham em média R$ 6 bilhões por mês. Dinheiro de vocês que botam combustível nos carros".
Lula também se posicionou contrariamente ao PPI, anunciando que modificaria a política de preços caso eleito: "Essa história de PPI é para agradar os acionistas, em detrimento dos 230 milhões de brasileiros".
Outro candidato a também se manifestar contra a política foi Ciro Gomes. Em entrevista ao InfoMoney, seu assessor econômico Mauro Benevides afirmou que o aumento da arrecadação do governo decorrente da geração de dividendos da Petrobras para a União tem a contrapartida da elevação da despesa com juros, devido ao aumento da taxa Selic pelo Banco Central como resposta ao processo inflacionário desencadeado pelos combustíveis: "Aí dizem que a Petrobras devolveu R$ 22 bilhões em dividendos para a União. Pois é, devolveu R$ 22 bilhões, aumentou a inflação, o Banco Central aumentou a taxa de juros, e elevou o juros para R$ 700 bilhões."
A Associação dos Engenheiros da Petrobras (AEPT) e a Federação Nacional dos Petroleiros (FNP) lançaram manifestos contra a política de preços.
Em março de 2022, a Associação Brasileira dos Condutores de Veículos Automotores (Abrava) chegou a entrar com uma ação no TRF da 1ª Região contra a Petrobras, pedindo a suspensão do PPI.

### Favoráveis
Uma das justificativas para a manutenção da PPI é a dependência que o Brasil tem da importação dos derivados de petróleo. Embora o país seja autossuficiente em petróleo bruto, a estrutura do parque de refino não é capaz de refinar todo o óleo extraído. Na década de 1970, a produção nacional de petróleo não era considerável e muitas refinarias foram projetadas para refinar um petróleo de menor densidade vindo, em sua maior parte, do Oriente Médio. Com a Petrobras cobrando os preços abaixo do praticado no mercado internacional, os importadores privados poderiam sair do mercado. Em nota, a Petrobras sustentou que o alinhamento aos preços internacionais garante que não haja riscos de desabastecimento ao mercado brasileiro. A empresa também destacou que o seu lucro alavanca os dividendos pagos à União e demais investidores.
| “                     | "Preços desalinhados ao valor de mercado não só comprometem a capacidade de investimento da indústria, o que pode levar à obsolescência e ao desabastecimento, como inviabilizam que importadores e outros refinadores atendam o mercado brasileiro." | ” |
| — Petrobras, em nota. | |   |

## Alterações propostas
Foi aprovado em março de 2022 no Senado, por 61 votos favoráveis a oito contrários, o Projeto de Lei 1.472/2021, de autoria do senador Rogério Carvalho (PT), que altera o modelo de precificação dos combustíveis, além de criar uma Conta de Estabilização para amortecer as flutuações do preço. O fundo de estabilização seria usado como uma poupança para viabilizar o estabelecimento de bandas de preços, onde haveriam limites para a variação dos reajustes.  O texto também propõe que os custos internos de produção sejam incluídos como componente da formação dos preços. Como estes custos são desindexados do câmbio, o preços seriam puxados para baixo. O projeto está pendente na Câmara dos Deputados.

## Anúncio do fim do PPI
No dia 16 de maio de 2023, foi anunciado pela Petrobras o fim do PPI. Sem indicar de forma clara como será o cálculo de precificação, empresa comunicou que a nova política leva em consideração o “custo alternativo do cliente” e o “valor marginal para a Petrobras” como referências de mercado: “O custo alternativo do cliente contempla as principais alternativas de suprimento, sejam fornecedores dos mesmos produtos ou de produtos substitutos”, enquanto o valor marginal é “baseado no custo de oportunidade dadas as diversas alternativas para a companhia, dentre elas, produção, importação e exportação do referido produto e/ou dos petróleos utilizados no refino”. Ainda segundo a nota, “os reajustes continuarão sendo feitos sem periodicidade definida, evitando o repasse para os preços internos da volatilidade conjuntural das cotações internacionais e da taxa de câmbio”. O presidente da empresa, Jean Paul Prates, afirmou que a Petrobras, apesar da mudança, continuará seguindo a referência do mercado internacional e mantendo a competitividade interna.